# Proletus foetidus
Proletus foetidus är en mångfotingart som beskrevs av Carl Graf Attems 1931. Proletus foetidus ingår i släktet Proletus och familjen Chelodesmidae. Inga underarter finns listade i Catalogue of Life.